# Valerij Tsilent
Valerij Tsilent, född den 29 september 1969, är en vitrysk brottare som tog OS-brons i mellanviktsbrottning i den grekisk-romerska klassen 1996 i Atlanta.